# Pleasant Plateau
Das Pleasant Plateau (englisch für Angenehme Ebene) ist eine kleine und größtenteils eisfreie Hochebene in der antarktischen Ross Dependency. In den Brown Hills der Cook Mountains liegt sie westlich der Blank Peaks und des Foggydog-Gletschers.
Teilnehmer einer von 1962 bis 1963 dauernden Kampagne der neuseeländischen Victoria University’s Antarctic Expeditions erkundeten das Plateau und benannten es nach den durchweg guten Wetterbedingungen, die sie hier angetroffen hatten.